# Jardins de l'Imaginaire
Les Jardins de l'Imaginaire se situent sur la commune de Terrasson-Lavilledieu, dans le département français de la Dordogne. Ils existent depuis 1996 et sont inscrits sur la liste des jardins remarquables de France. Ils sont ouverts de début avril à fin septembre. 

## Présentation
À l'initiative de Pierre Delmon, maire de la ville de Terrasson-Lavilledieu, et réalisés après concours international par l'atelier d'architecture Paysage Land (Kathryn Gustafson, Ian Ritchie), ils surplombent la vieille cité de Terrasson et la vallée de la Vézère sur plus de six hectares. 
C'est un jardin contemporain à thèmes qui est constitué par une superposition de plusieurs terrasses : son parcours est composé de « fragments d'histoires des jardins ». S'y retrouvent ainsi symbolisés le bois sacré, les jardins du Moyen Âge, le théâtre de verdure, les jardins d'eau, la roseraie, les terrasses.
Une serre à l'architecture minérale (verre et pierre de Terrasson) abrite régulièrement des expositions. 
Chaque année depuis 1999, durant le dernier week-end de mai, Les Jardins de l'Imaginaire accueillent le salon du livre « La plume et le râteau », premier salon du livre français sur le thème des jardins et du paysage. Des tables rondes y sont organisées et la serre du jardin, pour l'occasion, abrite la librairie.
Le 15 mars 2007, les Jardins de l'Imaginaire sont protégés au titre du Patrimoine du XXe siècle.

## Galerie

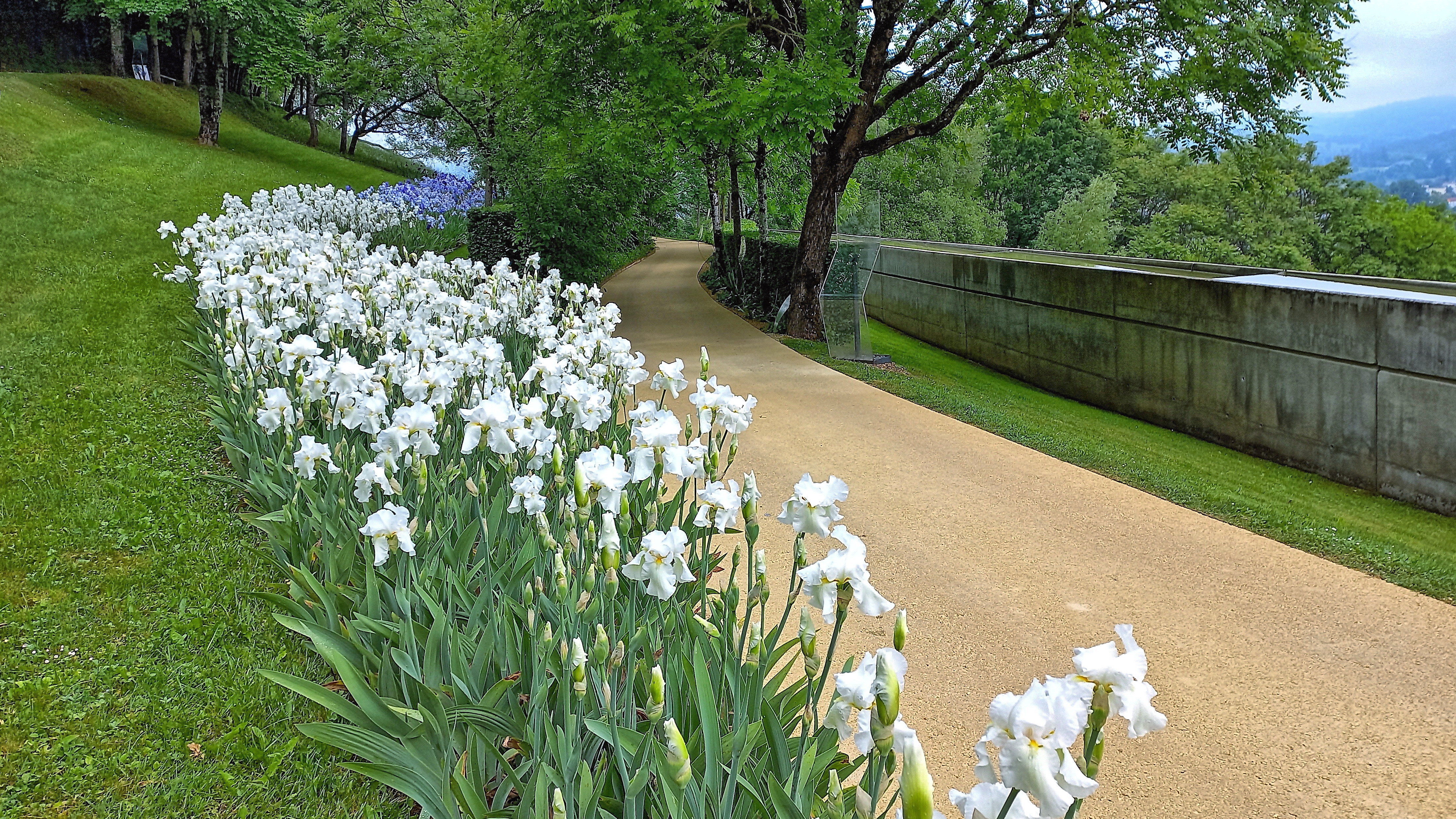
Coulée d'iris.
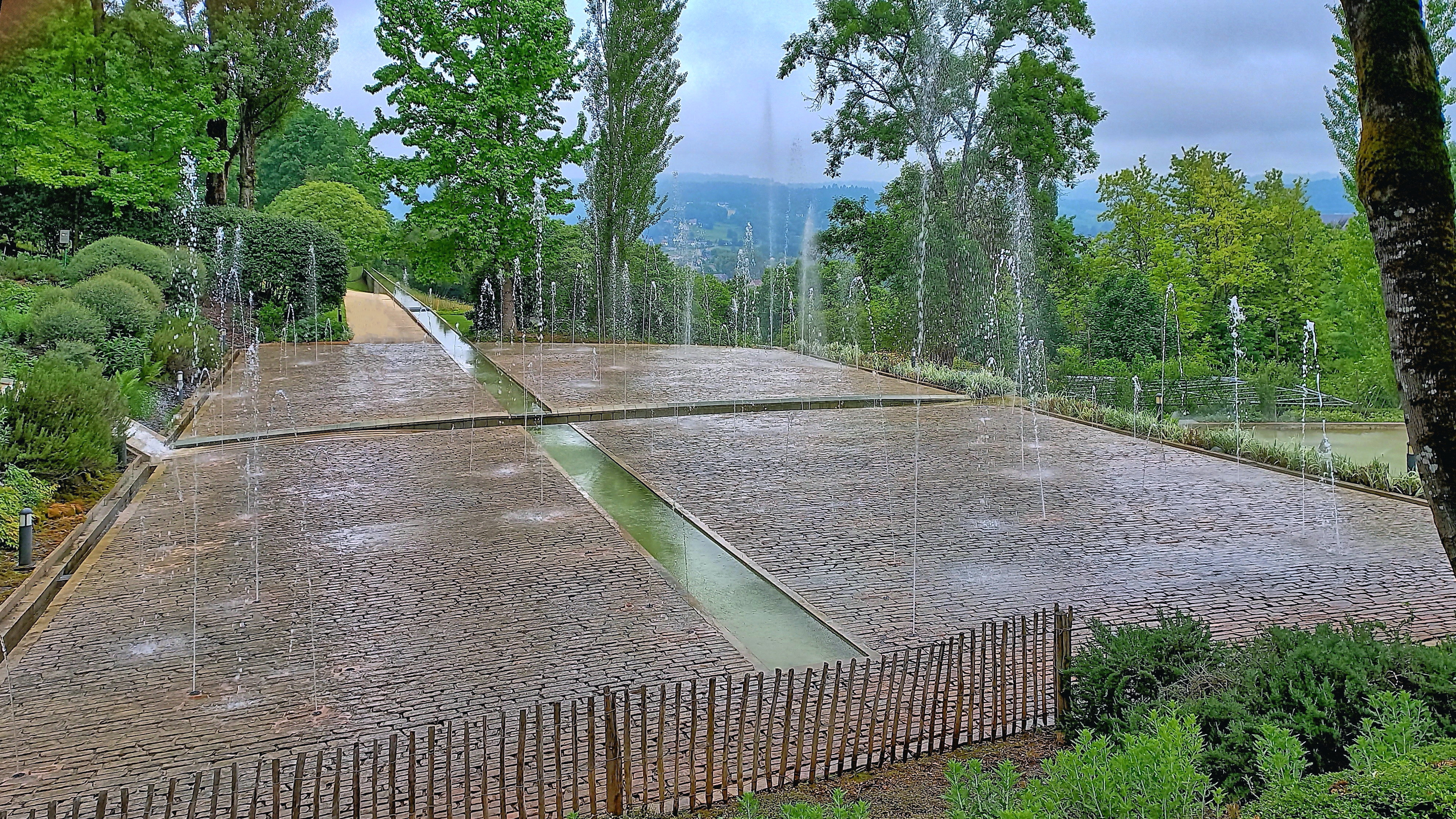
Jardin d'eau.
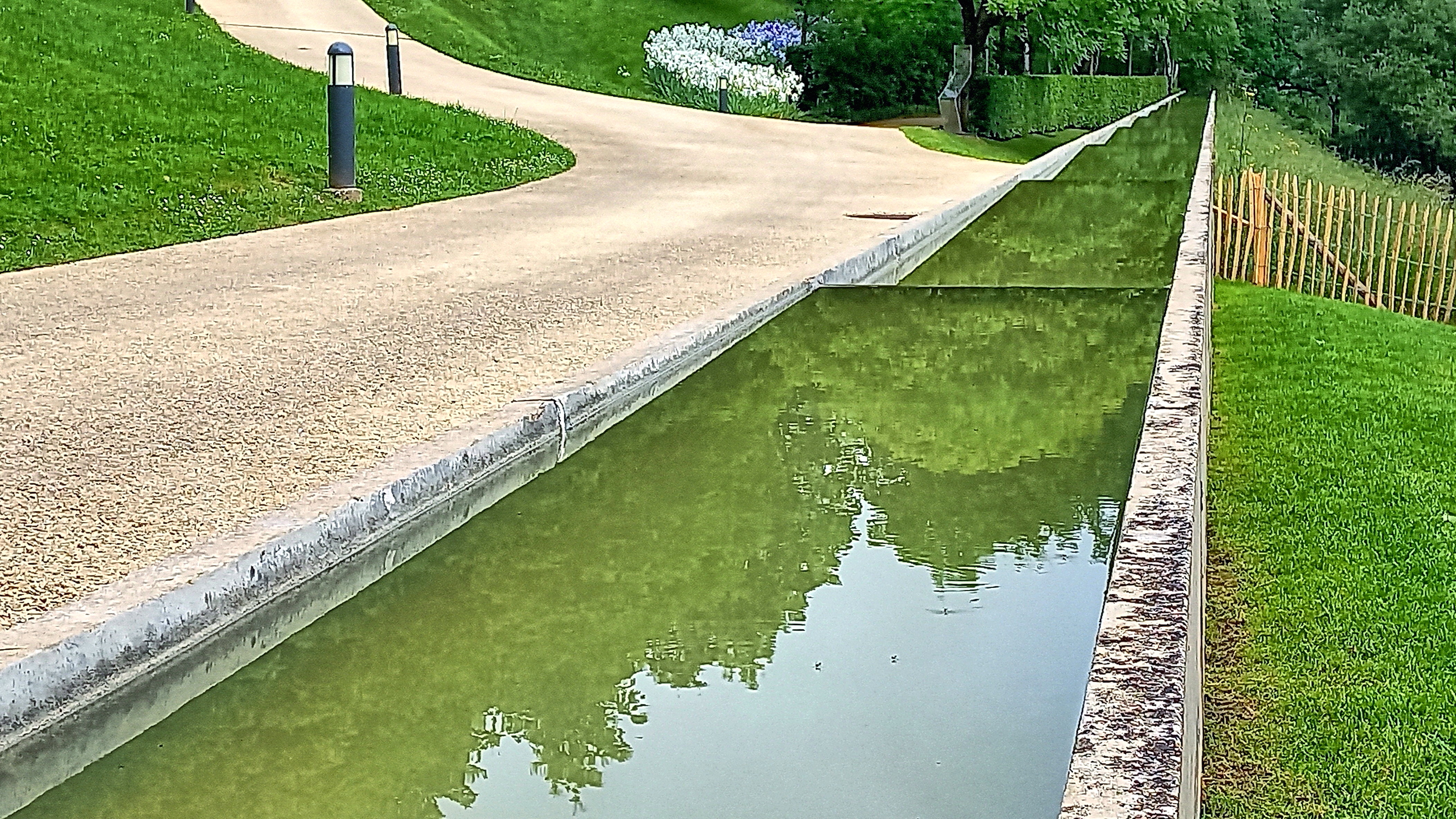
Aqueduc en escalier.